# Adnan Al-Kaissie
Adnan Bin Abdul Kareem Ahmed Alkaissy El Farthie, meglio conosciuto come Adnan Al-Kaissie (Baghdad, 1º marzo 1939 – Minnesota, 6 settembre 2023), è stato un wrestler e manager di wrestling iracheno.
È noto per i suoi trascorsi nella World Wrestling Federation, dove ha lottato con i ring name General Adnan e Billy White Wolf

## Carriera nel wrestling
Nel 1971 sconfisse André the Giant all'Al-Shaab Stadium di Baghdad, su auspicio del suo ex compagno di scuola ed amico Saddam Hussein. Nella World Wide Wrestling Federation, dove combatteva con il ring name Billy White Wolf e la gimmick dell'indiano americano, vinse nel 1976 il titolo WWWF World tag team championship in coppia con Jay Strongbow.

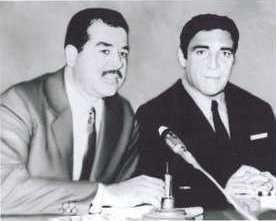
Adnan con Saddam Hussein nei primi anni settanta.

Nel 1981 entrò nella American Wrestling Association, e nel 1990 passò alla World Wrestling Federation (ex WWWF), dove ebbe, sfruttando la sua somiglianza con il dittatore iracheno Saddam Hussein, il suo momento di massima celebrità nelle vesti del "Generale" Adnan, il manager heel di Sgt. Slaughter nel suo periodo di simpatizzante iracheno durante la prima guerra del Golfo. Lottò a SummerSlam 1991 insieme a Sgt. Slaughter e Col. Mustafa in un Handicap Match che li vedeva contrapposti a Hulk Hogan e The Ultimate Warrior (con Sid Justice arbitro speciale dell'incontro).
Quando Slaughter effettuò un turn face diventando uno dei "buoni", Adnan continuò a fare da manager a Col. Mustafa prima di lasciare definitivamente la WWF poco tempo dopo il ppv Royal Rumble 1992.

## Personaggio
Mosse finali
- Indian deathlock
- Sleeper hold

Wrestler assistiti
- Abdullah the Butcher
- Alexis Smirnoff
- Bob Orton Jr.
- Bobby Duncum
- Boris Zhukov
- Chris Markoff
- Col. Mustafa
- Hercules Hernandez
- Ivan Koloff
- Jerry Blackwell
- Jonnie Stewart
- Judy Martin
- Kamala
- Ken Patera
- King Kong Brody
- King Tonga
- Kokina Maximus
- Leilani Kai
- Luke Graham
- Masked Superstar
- Mr. Hughes
- Mr. Saito
- Nord the Barbarian
- Sgt. Slaughter
- Soldat Ustinov
- "Superstar" Billy Graham
- Teijho Khan

## Titoli e riconoscimenti
- NWA Australia
  - Australian Heavyweight Championship (1)
- NWA Mid-Pacific Promotions
  - NWA United States Heavyweight Championship (Hawaii version) (1)[5]
  - NWA Hawaii Tag Team Championship (1) - con Peter Maivia[6]
- Pacific Northwest Wrestling
  - NWA Pacific Northwest Heavyweight Championship (2)[7]
  - NWA Pacific Northwest Tag Team Championship (4) - con Shag Thomas (1), Pepper Martin (1), Bearcat Wright (1), & Johnny War Eagle (1)[8]
- Southwest Sports, Inc.
  - NWA Texas Heavyweight Championship (1)[9]
  - NWA World Tag Team Championship (Texas version) (1) - con Hogan Wharton[8]
- World Championship Wrestling (Australia)
  - IWA World Heavyweight Championship (1)[10]
  - IWA World Tag Team Championship (2) - con Mario Milano (1) & Tex McKenzie (1)[11]
- World Wide Wrestling Federation
  - WWF World Tag Team Championship (1) - con Jay Strongbow[3]
- Pro Wrestling Illustrated
  - 410º posto nella lista dei migliori 500 wrestler durante i "PWI Years" del 2003.

## Curiosità
- Nel 2005 ha pubblicato la sua autobiografia The Sheik of Baghdad: Tales of Celebrity and Terror from Pro Wrestling's General Adnan.
- È stato inserito come personaggio non giocabile nel DLC 2K Showcase: Path of the Warrior del videogioco WWE 2K15.